# Neomantis hyalina
Neomantis hyalina es una especie de mantis de la familia Iridopterygidae.

## Distribución geográfica
Se encuentra en Queensland (Australia).